# Herrenhof Klagstorp

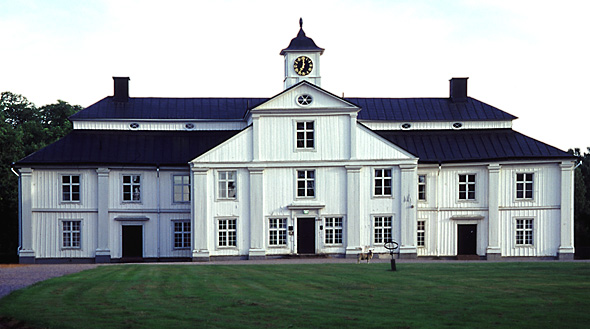
Herrenhof Klagstorp

Der Herrenhof Klagstorp liegt in der schwedischen Gemeinde Skövde etwa zehn Kilometer südlich der Stadt Skövde.
Das aus Holz gezimmerte zweigeschossige Herrenhaus wurde Anfang des 18. Jahrhunderts gebaut. Die zwei Flügelgebäude aus Stein entstanden einige Jahrzehnte später.
Zwischen 1863 und 1963 beherbergte das Herrenhaus eine Landwirtschaftsschule. Während dieser Zeit wurden mehrere größere Wirtschaftsgebäude gebaut. 1963 ging das Herrenhaus mit dem Gut in die Verwaltung der Armee über und ist heute Teil eines großen Übungsgebietes.
Das Herrenhaus steht seit 2005 als Byggnadsminne unter Denkmalschutz.